# Laakirchen
Laakirchen är en stadskommun i distriktet Gmunden i förbundslandet Oberösterreich i Österrike. Kommunen har 9 733 invånare (2024).